# Talant Dujshebaev
Talant Mushanbetovich Dujshebaev (em russo:  Талант Мушанбетович Дуйшебаев; Frunze, 2 de junho de 1968) foi um handebolista quirguiz, naturalizado espanhol, e atualmente treinador do KS Vive Tauron Kielce.
Defendeu quatro bandeiras ao longo de sua carreira: União Soviética, CEI (Equipe Unificada durante os Jogos Olímpicos de 1992), Rússia e Espanha, a última após naturalizar-se em 1995.
Dujshebaev jogava na posição de central e, apesar de possuir uma estatura média, tinha um grande poder de impulsão e arremate. Era ainda dotado de uma grande rapidez de movimentos, características estas que fizeram dele um dos melhores jogadores do mundo na sua posição.
Por essas características foi considerado o segundo melhor jogador do século e o jogador mais rápido do Mundo

## Clubes

### Como jogador
- CSKA Moscou (1976-1992)
- GD Teka Santander (1992-1997)
- TuS Nettelstedt (1997-1998)
- Minden (1998-2001)
- BM Ciudad Real (2001-2004)
- BM Ciudad Real (2006-2007)

### Como treinador
- BM Ciudad Real (2005-2011)
- Club Balonmano Atlético de Madrid  (2011 - 2013)

KS Vive Targi Kielce (2013- presente)

## Conquistas

### Individuais
- Eleito o melhor jogador do mundo em 1994 e 1996
- Quatro vezes eleito para o "All-Star Team"
- 2º lugar na eleição de "Jogador do Século" pela IHF em 1999

### Seleções

#### União Soviética
- Campeão mundial na Espanha em 1989

#### Equipe Unificada
- Campeão olímpico em Barcelona 1992

#### Rússia
- Campeão mundial na Suécia em 1993

#### Espanha
- Medalha de bronze em Atlanta 1996
- Vice-campeão europeu em 1996 e 1998

### Por clubes

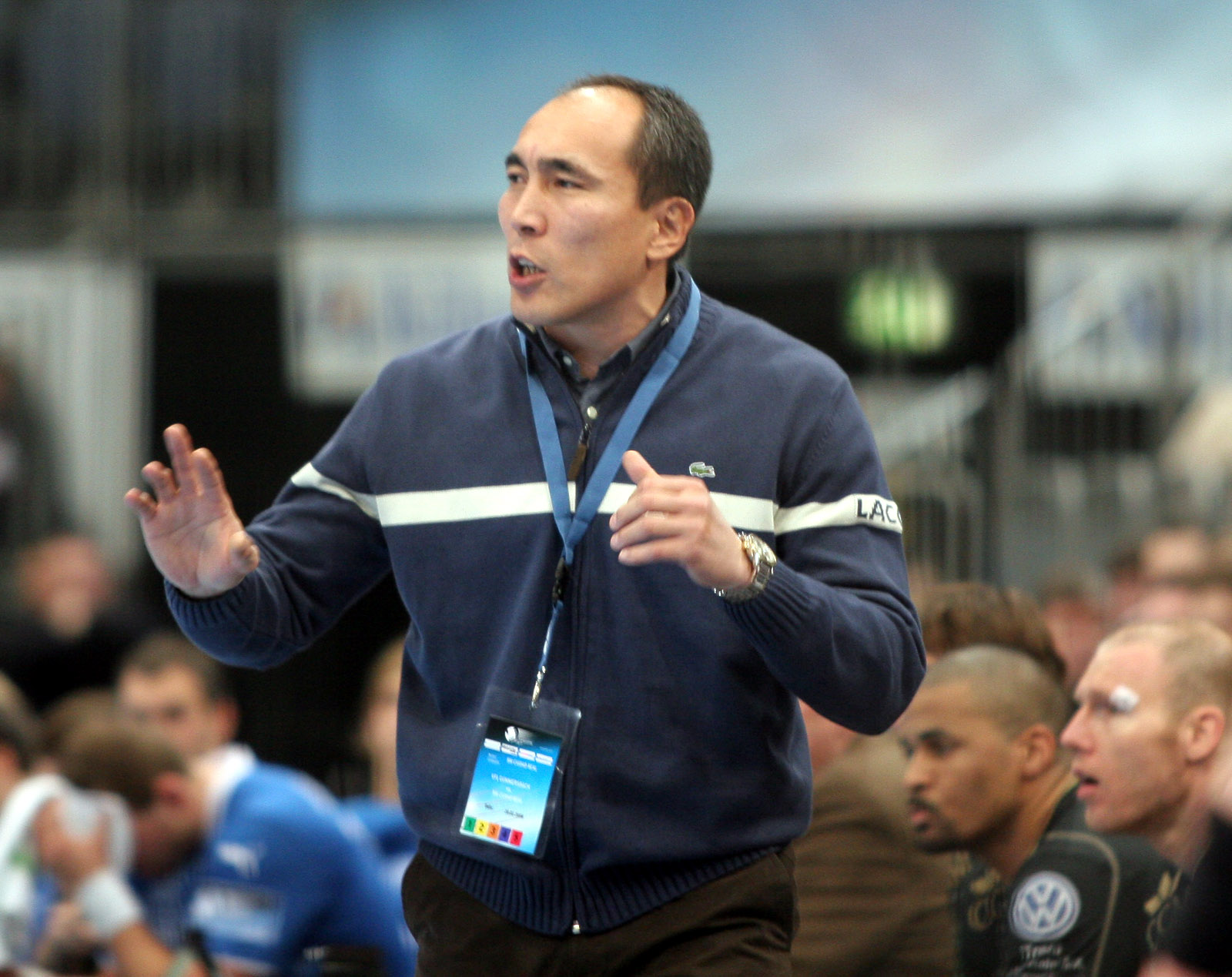
Dujshebaev dirigindo o BM Ciudad Real, da Espanha, em 2008.

#### Como jogador
- Bicampeão soviético - 1990 e 1992
- Quatro vezes campeão da Liga ASOBAL - 1992/93, 1993/94, 2003/04, 2006/07
- Duas vezes campeão da Copa del Rey - 1994/95, 2002/03
- Campeão da Copa ASOBAL - 1992/93, 1993/94 1996/97, 2003/2004, 2004/05, 2006/07
- Campeão da Supercopa da Espanha - 2004/05
- Campeão da Copa de Europa - 1993/94
- Campeão da Recopa Européia - 2001/02 e 2002/03
- Campeão da Copa EHF - 1992/93
- Campeão da Supercopa da Europa - 2006/07

#### Como treinador
- Três vezes campeão da Liga ASOBAL - 2007/08, 2008/09 e 2009/10
- Duas vezes campeão da Copa del Rey - 2007/08 e 2010/11
- Três vezes campeão da Copa ASOBAL - 2005/06, 2007/08 e 2010/11
- Três vezes campeão da Supercopa da Espanha - 2007/08, 2010/11 e 2011/12
- Três vezes campeão da Copa de Europa - 2005/06, 2007/08 e 2008/09
- Duas vezes campeão da Supercopa da Europa - 2005/06, 2008/09